# Liste der Baudenkmäler in Brunnen (Bayern)
Auf dieser Seite sind die Baudenkmäler in der oberbayerischen Gemeinde Brunnen zusammengestellt. Diese Tabelle ist eine Teilliste der Liste der Baudenkmäler in Bayern. Grundlage ist die Bayerische Denkmalliste, die auf Basis des Bayerischen Denkmalschutzgesetzes vom 1. Oktober 1973 erstmals erstellt wurde und seither durch das Bayerische Landesamt für Denkmalpflege geführt wird. Die folgenden Angaben ersetzen nicht die rechtsverbindliche Auskunft der Denkmalschutzbehörde.

## Baudenkmäler nach Ortsteilen

### Brunnen
| Lage                              | Objekt                | Beschreibung | Akten-Nr.             | Bild |
| --------------------------------- | --------------------- | --- | --------------------- | ---- |
| Gerstettener Weg 1 (Standort)     | Ehemaliges Bauernhaus | Eingeschossiger Mitterstallbau mit Satteldach, erbaut 1900.                                                              | D-1-85-123-2 Wikidata | BW   |
| Ingolstädter Straße 11 (Standort) | St. Michael           | Katholische Pfarrkirche, Saalkirche, 1849/50, Turm im Kern mittelalterlich; mit Ausstattung.                             | D-1-85-123-1 Wikidata | BW   |
| Ingolstädter Straße 13 (Standort) | Pfarrhaus             | Zweigeschossiger freistehender Bau mit Bodenerker und Schweifgiebel, erste Hälfte 18. Jahrhundert.                       | D-1-85-123-3 Wikidata | BW   |
| Neuburger Straße 4 (Standort)     | Rathaus               | Ehemalige Schule, jetzt Rathaus, zweigeschossiger traufseitiger Bau mit flachem Walmdach, zweite Hälfte 19. Jahrhundert. | D-1-85-123-4 Wikidata | BW   |

### Hohenried
| Lage                           | Objekt                     | Beschreibung | Akten-Nr.              | Bild |
| ------------------------------ | -------------------------- | --- | ---------------------- | ---- |
| Lindenstraße 3 (Standort)      | Ehemaliges Kleinbauernhaus | Eingeschossiger Bau mit Wirtschaftstrakt, erstes Drittel 19. Jahrhundert.                                                         | D-1-85-123-7 Wikidata  | BW   |
| Nähe Gadenhof (Standort)       |                            | Wegkapelle, wohl noch 18. Jahrhundert; an der Straße nach Hohenwart.                                                              | D-1-85-123-9 Wikidata  |      |
| Obere Hauptstraße 4 (Standort) | Ehemaliges Schulhaus       | Stattlicher, zweigeschossiger Putzbau mit Satteldach, Putzumrahmung an Kanten und Giebel- und Traufgesimsen, 18./19. Jahrhundert. | D-1-85-123-24 Wikidata | BW   |
| Obere Hauptstraße 5 (Standort) | St. Margaretha             | Katholische Pfarrkirche, Saalkirche, 14./15. Jahrhundert, barockisiert 1762, umgestaltet um 1960; mit Ausstattung.                | D-1-85-123-6 Wikidata  | BW   |
| Obere Hauptstraße 6 (Standort) | Pfarrhaus                  | Zweigeschossiger Bau mit Steilsatteldach und zwei giebelseitigen Erkern, 18. Jahrhundert.                                         | D-1-85-123-8 Wikidata  | BW   |

### Kaltenthal
| Lage                    | Objekt                | Beschreibung                                                       | Akten-Nr.              | Bild |
| ----------------------- | --------------------- | ------------------------------------------------------------------ | ---------------------- | ---- |
| Kaltenthal 1 (Standort) | Ehemaliges Bauernhaus | Eingeschossiger Bau mit zwei Schweifgiebeln, Ende 18. Jahrhundert. | D-1-85-123-10 Wikidata | BW   |

### Niederarnbach
| Lage                                  | Objekt                                  | Beschreibung | Akten-Nr.              | Bild          |
| ------------------------------------- | --------------------------------------- | --- | ---------------------- | ------------- |
| Nähe Neuburger Straße (Standort)      | Ökonomiegebäude                         | Langgestreckter Bau, bezeichnet mit dem Jahr 1864; zwischen Neuburger Straße 4 und 6. | D-1-85-123-14 Wikidata | BW            |
| Nähe Pfaffenhofener Straße (Standort) | Wegkapelle                              | Kriegergedächtniskapelle, kleiner Satteldachbau mit großem, bogenförmigem Fenster, wohl 18. Jahrhundert; mit Ausstattung; am östlichen Ortsende. | D-1-85-123-22 Wikidata | BW            |
| Nähe Schloßplatz (Standort)           | Denkmal                                 | Obeliskartig, mit Porträtbüste, für Sigmund von Pfetten-Arnbach, 1928. | D-1-85-123-21 Wikidata | BW            |
| Nähe Schloßplatz (Standort)           | Ehemalige Hopfendarre                   | Dreigeschossiger Satteldachbau mit Klappläden, bezeichnet mit dem Jahr 1834; zwischen Neuburger Straße 9 und Schloss. | D-1-85-123-23 Wikidata | BW            |
| Neuburger Straße 2 (Standort)         | Wohnhaus                                | Eingeschossiger langgestreckter Bau mit Schweifgiebel, noch 18. Jahrhundert; zum Schloss gehörig. | D-1-85-123-11 Wikidata | BW            |
| Neuburger Straße 3 (Standort)         | Bauernhaus                              | Eingeschossiger Satteldachbau, bezeichnet mit dem Jahr 1850. | D-1-85-123-12 Wikidata | BW            |
| Neuburger Straße 4 (Standort)         | Wohnhaus                                | Eingeschossiger Satteldachbau mit Schweifgiebel, noch 18. Jahrhundert; zum Schloss gehörig. | D-1-85-123-13 Wikidata | BW            |
| Neuburger Straße 6 (Standort)         | Ehemaliges gutsherrschaftliches Gericht | Zweigeschossiger Zeltdachbau mit Putzgliederung, zweite Hälfte 18. Jahrhundert; Nebengebäude, eingeschossiger Bau mit Steildach, wohl 18. Jahrhundert. | D-1-85-123-15 Wikidata | BW            |
| Neuburger Straße 8 (Standort)         | Ökonomiebau                             | Ökonomiebau mit seitlichen Wohnteilen, stattlicher zweigeschossiger Walmdachbau, Mitteltrakt mit Böhmischem Kappengewölbe, 18. Jahrhundert. | D-1-85-123-16 Wikidata | BW            |
| Neuburger Straße 9 (Standort)         | Ehemaliges Benefiziatenhaus             | Zweigeschossiger giebelständiger Bau mit Flacherker, Ende 17. Jahrhundert; Einfriedung. | D-1-85-123-17 Wikidata | BW            |
| Schloßplatz 1 (Standort)              | Wasserschloss                           | Vierflügelanlage um einen Rechteckhof, dreigeschossiger Süd- und Westflügel mit polygonalen Ecktürmen, der Südflügel mit Risalit und Volutengiebel, nach Osten zweigeschossige Schlosskapelle, die nördlichen und östlichen zweigeschossigen Trakte Wirtschaftsgebäude, unter Ferdinand Vöhlin von Frickenhausen 1598 erbaut, mit späteren Veränderungen; mit Ausstattung. - Bogenbrücke; Schlosspark, teilweise mit Ummauerung. | D-1-85-123-18 Wikidata | Wasserschloss |
| Schloßplatz 2 (Standort)              | Ökonomiebau                             | Zweigeschossiger winkelförmiger Bau mit Satteldach und Putzgliederung, wohl 17./18. Jahrhundert, 1884. | D-1-85-123-20 Wikidata | BW            |